# Retusa amphizosta
Retusa amphizosta is een slakkensoort uit de familie van de Retusidae. De wetenschappelijke naam van de soort is voor het eerst geldig gepubliceerd in 1886 door Watson.